# Jenny Lindqvist
Jenny Elisabeth Lindqvist  (* 21. Juli 1978 in Stockholm) ist eine ehemalige schwedische Eishockeyspielerin.

## Karriere
Auf Vereinsebene spielte sie zwischen 1989 und 1998 für FoC Farsta, zwischen 1999 und 2006 für Mälarhöjden/Bredäng Hockey  sowie von 2006 bis 2009 für den Segeltorps IF. Mit diesen Vereinen wurde sie insgesamt neunmal Schwedischer Meister.
Bei den Olympischen Winterspielen 2006 in Turin gewann sie mit der schwedischen Nationalmannschaft die Silbermedaille. Weitere internationale Einsätze hatte sie bei den Weltmeisterschaften 1999, 2000, 2001 und 2004. Insgesamt absolvierte sie für Schweden 126 Länderspiele, in denen sie sieben Tore erzielte.
Seit ihrem Karriereende arbeitet sie als Polizistin in Stockholm und als Physiotherapeutin für den Segeltorps IF.

## Erfolge und Auszeichnungen
| - 1997 Schwedischer Meister mit FoC Farsta - 1999 Schwedischer Meister mit Mälarhöjden/Bredäng Hockey - 2000 Schwedischer Meister mit Mälarhöjden/Bredäng Hockey - 2001 Schwedischer Meister mit Mälarhöjden/Bredäng Hockey - 2002 Schwedischer Meister mit Mälarhöjden/Bredäng Hockey | - 2003 Schwedischer Meister mit Mälarhöjden/Bredäng Hockey - 2005 Schwedischer Meister mit Mälarhöjden/Bredäng Hockey - 2006 Schwedischer Meister mit Mälarhöjden/Bredäng Hockey - 2008 Schwedischer Meister mit Segeltorps IF - 2009 2. Platz beim IIHF European Women Champions Cup mit dem Segeltorps IF |

### International
- 2006 Silbermedaille bei den Olympischen Winterspielen